# Woodhull (Nueva York)
Woodhull es un pueblo ubicado en el condado de Steuben en el estado estadounidense de Nueva York. En el año 2000 tenía una población de 1,524 habitantes y una densidad poblacional de 10.6 personas por km².

## Geografía
Woodhull se encuentra ubicado en las coordenadas 42°3′51″N 77°23′20″O / 42.06417, -77.38889.

## Demografía
Según la Oficina del Censo en 2000 los ingresos medios por hogar en la localidad eran de $32,031, y los ingresos medios por familia eran $34,583. Los hombres tenían unos ingresos medios de $27,228 frente a los $22,150 para las mujeres. La renta per cápita para la localidad era de $13,674. Alrededor del 16.03% de la población estaban por debajo del umbral de pobreza.